# Amblygobius bynoensis
Amblygobius bynoensis är en fiskart som först beskrevs av Richardson, 1844.  Amblygobius bynoensis ingår i släktet Amblygobius och familjen smörbultsfiskar. Inga underarter finns listade i Catalogue of Life.